# فک فیلی شمالی
فک فیلی شمالی (نام علمی: Mirounga angustirostris) نام یک گونه از سرده فیل دریایی است.